# 春風亭柳賀
春風亭 柳賀（しゅんぷうてい りゅうが）は、落語家の名。過去には亭号違いなどで3人確認されている。
- 春風亭柳賀 - 後の麗々亭桃流。
- 春風亭柳賀 - 本項にて詳細。
- 春風亭柳賀 - もう一人いるようだが詳細不明。

春風亭 柳賀（しゅんぷうてい りゅうが、1834年8月25日 - 没年不詳、明治30年代没？）は、落語家。本名、高山 新兵衛。3代目柳亭左楽（高山長三郎）、2代目富士松ぎん蝶（高山久次郎）とは同時期の同じ名字で家族関係ないし親戚筋だったと言われる。

## 経歴
幕末期の入門で2代目柳亭左楽の門下で左蝶、師匠の前名である龍我から語楽、明治に入り春風亭小さんの門下で木根亭山楽、初代談洲楼燕枝の門下で燕車、1892年に松竹亭梅我、1895年に春風亭柳賀となる。
燕車時代が最も活躍した時代だと思われ1889年ころには既に中等から下等に鑑札が変わっており戻り前座になった模様である。
1899年ころまで生存が確認できるがその後は消息不明。そのころ没した模様。